# 中國文化大學

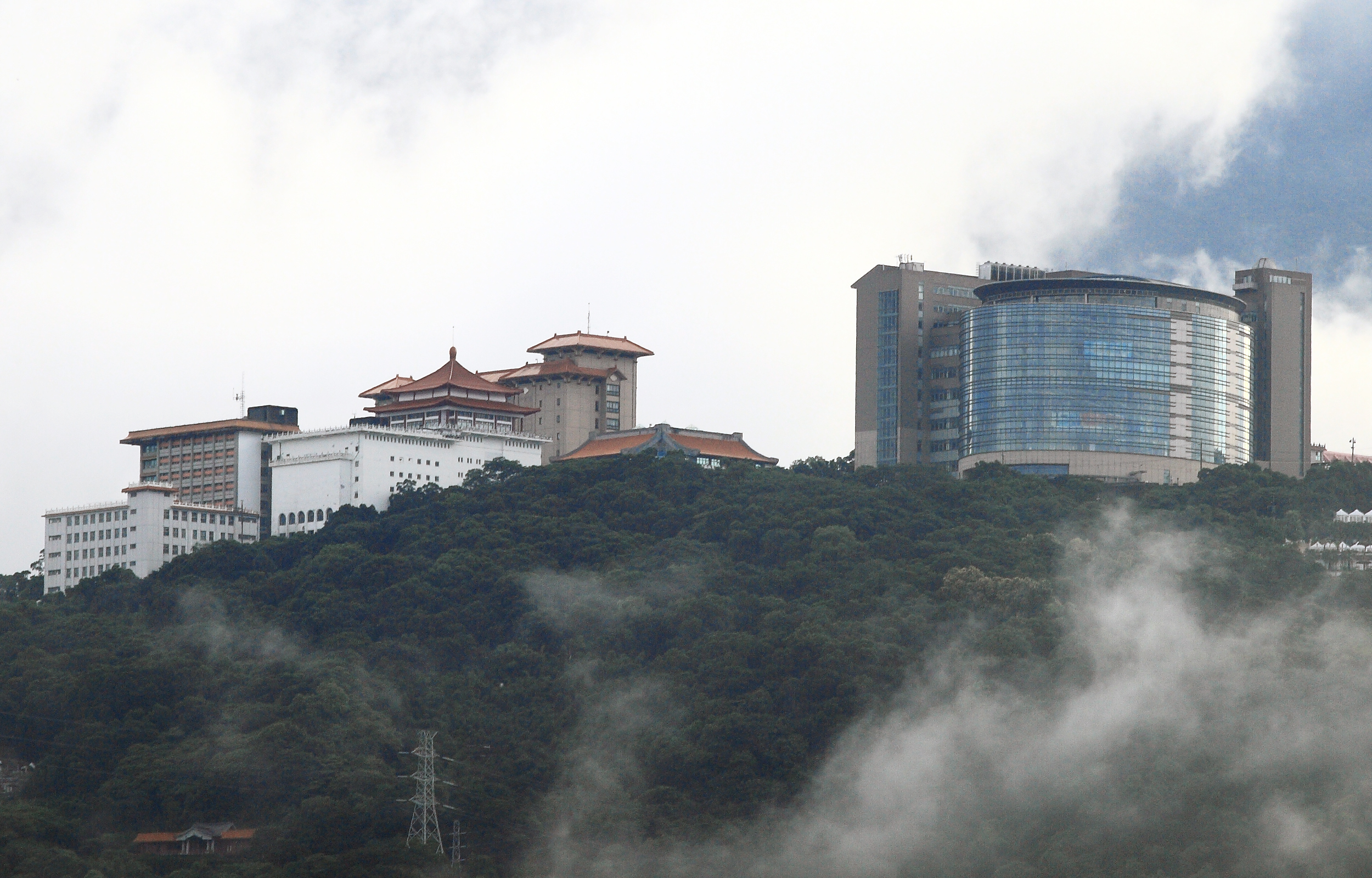
中國文化大學校園

中國文化大學（簡稱文化大學、文大），是臺灣臺北市士林區陽明山畔一所私立大學，創建於1962年。

## 學校象徵

### 校名
1962年，創辦人張其昀及中華文化事業基金委員會原擬校名為「遠東大學」，後因時任總統蔣中正致函，認為「遠東」為歐美之地理觀點，而建議更名為「中國文化學院」。張及中華文化事業基金委員會欣然同意，先成立研究部，呈報教育部核准為「中國文化研究所」，設有12學門。
1963年，大學部日間部共15學系開始招生，隨後夜間部4學系成立，更名為「中國文化學院」。
1980年，獲教育部核准升格改制為「中國文化大學」。

### 校訓、校徽
中國文化大學採用「質樸堅毅」四字，作為校訓，以「木鐸」為校徽。
質是質直，樸是樸素、堅是堅強，毅是弘毅。更簡而言之，質樸是實事求是之意，堅毅是精益求精之意。

### 華岡與山仔

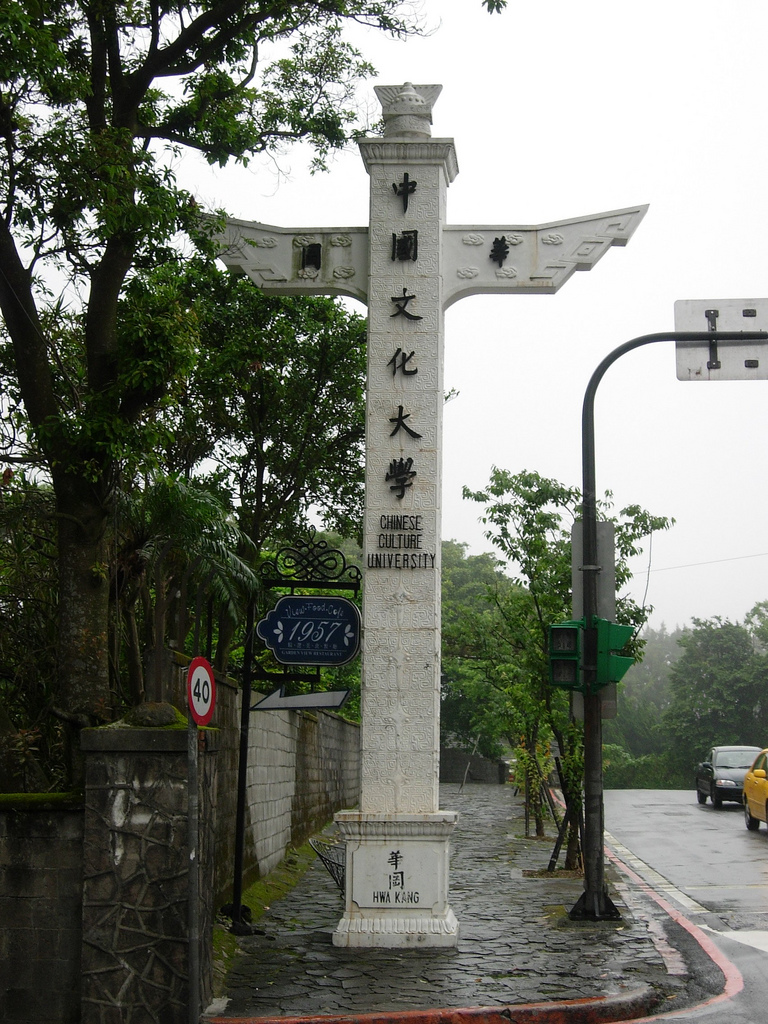
位於陽金公路上的中國文化大學入口指示牌，造型為華表，被該校學生暱稱為「鳥牌」

中國文化大學對內稱呼「華岡」（英語：Hwa Kang）。因其位於陽明山山仔后之校本部原為一片橘子園，自四川籍譚淳風先生處購得建校基地後，其時仍未有名稱。迨至校舍落成，創辦人張其昀取「美哉中華，鳳鳴高岡」之意，擷「華岡」以為地名。在今日校園中的大賢館頂樓（集吳稚暉字）、曉園碑刻與大義館西面入口（于右任書）均可見此字樣。學生社團也多冠以華岡二字，以表示屬於該校的社團，而在中國文化大學就學或服務的都可稱為華岡人。若有作「華崗」者，為誤用。
據《臺灣府志》記載「草山以多生茅草，故名。」包括今日陽明、菁山二里，而陽明里舊稱草山莊、山豬湖、山仔后。山仔后地區存有美軍眷舍，今日則轉為餐廳、別墅、學生分租宿舍或公務館舍使用，由於棟距、街廓、建築法式深具美式風格，因而成為進入該校前的整體視覺意象，亦為臺灣現存最完整的美式建築聚落之一。

### 其他象徵
華岡學園的代表色是灰、黃兩色，象徵「中國文化輝煌」之意，並且蘊含創辦人張其昀「承東西之道統、集中外之精華」的辦學理念。此外，中國文化大學還有吉祥物華柑，其名即「華岡」的諧音。

## 沿革

### 創辦人
創辦人張其昀為史地學家及教育家，曾任中華民國教育部部長，早年是南高史地學派和學衡派的重要成員；嗣後於國立中央大學任教時爲國風社的靈魂人物之一，為現代儒學和中國文化復興運動的先驅。文大因此被視為學衡、國風精神的載體，也克承了南雍辦學宏旨。

## 歷任董事長
| 任次 | 姓名   | 任期                   |
| ---- | ------ | ---------------------- |
| 1    | 張其昀 | 創校－1984/12/12       |
| 2-18 | 張鏡湖 | 1984/12/12－2019/11/25 |
| 19   | 陳泰然 | 2022/02/17－現任       |

### 董事會成員
董事會組織架構為：董事長1人，董事11人，監察人1人，及公益監察人1人。第19屆董事，111年1月17日至115年1月16日止
| 姓名       | 備註                                                       |
| 董事長     | 董事長                                                     |
| ---------- | ---------------------------------------------------------- |
| 陳泰然     | 前國立臺灣大學學術副校長                                   |
| 董事       |                                                            |
| 王寶輝     | 華岡法學基金會創辦人                                       |
| 白省三     | 三門建築師事務所建築師                                     |
| 張海燕     | 中國文化大學財務金融學和全球商務學合聘教授                 |
| 吳清基     | 教育部部長、國立臺灣師範大學教育學系名譽教授               |
| 胡茹萍     | 教育部技術及職業教育司專員、台灣師範大學工業教育學系教授   |
| 黃永琛     | 圓滿法律事務所主持律師                                     |
| 彭誠浩     | 台北市文化大學校友總會會長                                 |
| 陳泰然     | 前國立臺灣大學學術副校長                                   |
| 蔡政文     | 國民大會代表、考試院考試委員、總統國策顧問、行政院政務委員 |
| 徐興慶     | 中國文化大學前校長、國際暨外語學院前院長、日本語文學系教授 |
| 劉宗德     | 中國文化大學法律學系約聘教授                               |
| 監察人     |                                                            |
| 李伸一     |                                                            |
| 公益監察人 |                                                            |
| 鄭桂蕙     |                                                            |

## 歷任校長
| 任次        | 姓名   | 任期                    | 前職                                                                         | 後職                                                                                  | 備註                               |
| ----------- | ------ | ----------------------- | ---------------------------------------------------------------------------- | ------------------------------------------------------------------------------------- | ---------------------------------- |
| 1           | 張宗良 | 創校－1965/07           | -                                                                            | -                                                                                     | 中國文化學院時期                   |
| 2           | 王志鵠 | 1965/08－1967/07        | -                                                                            | -                                                                                     | -                                  |
| 3           | 楊希震 | 1967/08－1969/07        | 哲學系主任                                                                   | -                                                                                     | -                                  |
| 4           | 宋晞   | 1969/08－1971/06        | 歷史學系主任、文學院院長                                                     | -                                                                                     | -                                  |
| 5           | 蕭師毅 | 1971/07－1973/07        | 西洋研究所教授                                                               | -                                                                                     | -                                  |
| 6           | 喬寶泰 | 1973/08－1975/05        | -                                                                            | -                                                                                     | -                                  |
| 7           | 郭榮趙 | 1975/06－1977/05        | 歷史學系主任                                                                 | 華梵大學校長、華梵大學教務長                                                          | -                                  |
| 8           | 潘維和 | 1977/06－1980/06        | -                                                                            | -                                                                                     | 中國文化學院時期                   |
| 改制後-校長 |        |                         |                                                                              |                                                                                       |                                    |
| 1           | 潘維和 | 1980/7/1－1983/6/30     | 華岡博物館館長                                                               | -                                                                                     | 改制大學首任校長                   |
| 2           | 鄭嘉武 | 1983/7/1－1991/8/31     | -                                                                            | -                                                                                     | -                                  |
| 2（代理）   | 俞筱鈞 | 1991/9/1－1992/7/31     | -                                                                            | -                                                                                     | -                                  |
| 3           | 傅宗懋 | 1992/8/1－1993/1/31     | -                                                                            | -                                                                                     | -                                  |
| 4           | 林彩梅 | 1993/2/1－2003/4/29     | -                                                                            | 中國文化大學商學院院長                                                                | 自行請辭                           |
| 4（代理）   | 陳純一 | 2003/05/01－2003/07/31  | 中國文化大學美國研究所教授                                                   | 中國文化大學教務長                                                                    | -                                  |
| 5           | 李天任 | 2003/07/31－2009/08/03  | -                                                                            | 中國文化大學校長                                                                      | -                                  |
| 5           | 李天任 | 2003/07/31－2009/08/03  | 中國文化大學校長 設計與創意學院代理院長 華梵大學佛教藝術學系特聘教授         | -                                                                                     | -                                  |
| 5（代理）   | 楊泰順 | 2009/08/03－ 2010/01/31 | 中國文化大學政治學系教授                                                     | 中國文化大學政治學系教授                                                              | 曾擔任臺灣省議會第十屆議員         |
| 6           | 吳萬益 | 2010/02/01－2013/01/31  | 國立成功大學 國際經營管理研究所所長                                          | 中國文化大學代理校長                                                                  | -                                  |
| 6（代理）   | 吳萬益 | 2013/02/01－2013/07/31  | 中國文化大學校長 (2010/02-2013/02)                                           | 國立成功大學企業管理學系特聘教授 南華大學副校長 南華大學管理學院院長 南華大學講座教授 | -                                  |
| 7           | 李天任 | 2013/08/01－2018/02/01  | 中國文化大學校長 (2003/07-2009/08) 文大校友總會第三屆理事長 （2003/08-迄今） | 華梵大學校長                                                                          | 參見2018年中國文化大學校長遴選事件 |
| 7（代理）   | 王淑音 | 2018/02/06－2018/11/27  | 兼任中國文化大學教務長                                                       | 中國文化大學教務長                                                                    | 參見2018年中國文化大學校長遴選事件 |
| 8           | 徐興慶 | 2018/11/28－2021/11/22  | 兼任中國文化大學 國際暨外語學院院長 日本語文學系教授                         | 中國文化大學董事會董事 日本語文學系特聘教授                                           | 參見2018年中國文化大學校長遴選事件 |
| 8（代理）   | 王淑音 | 2021/11/23－2022/09/20  | 兼任中國文化大學副校長                                                       | 農學院院長 生物科技研究所所長 中國文化大學副校長 大專院校體育總會會長                 | -                                  |
| 9           | 王子奇 | 2022/09/21-現任         | 研究發展處處長 化學工程與材料工程學系系主任                                  | 中國文化大學校長 研究發展處研發長 化學工程與材料工程學系教授                          | -                                  |

## 學校環境

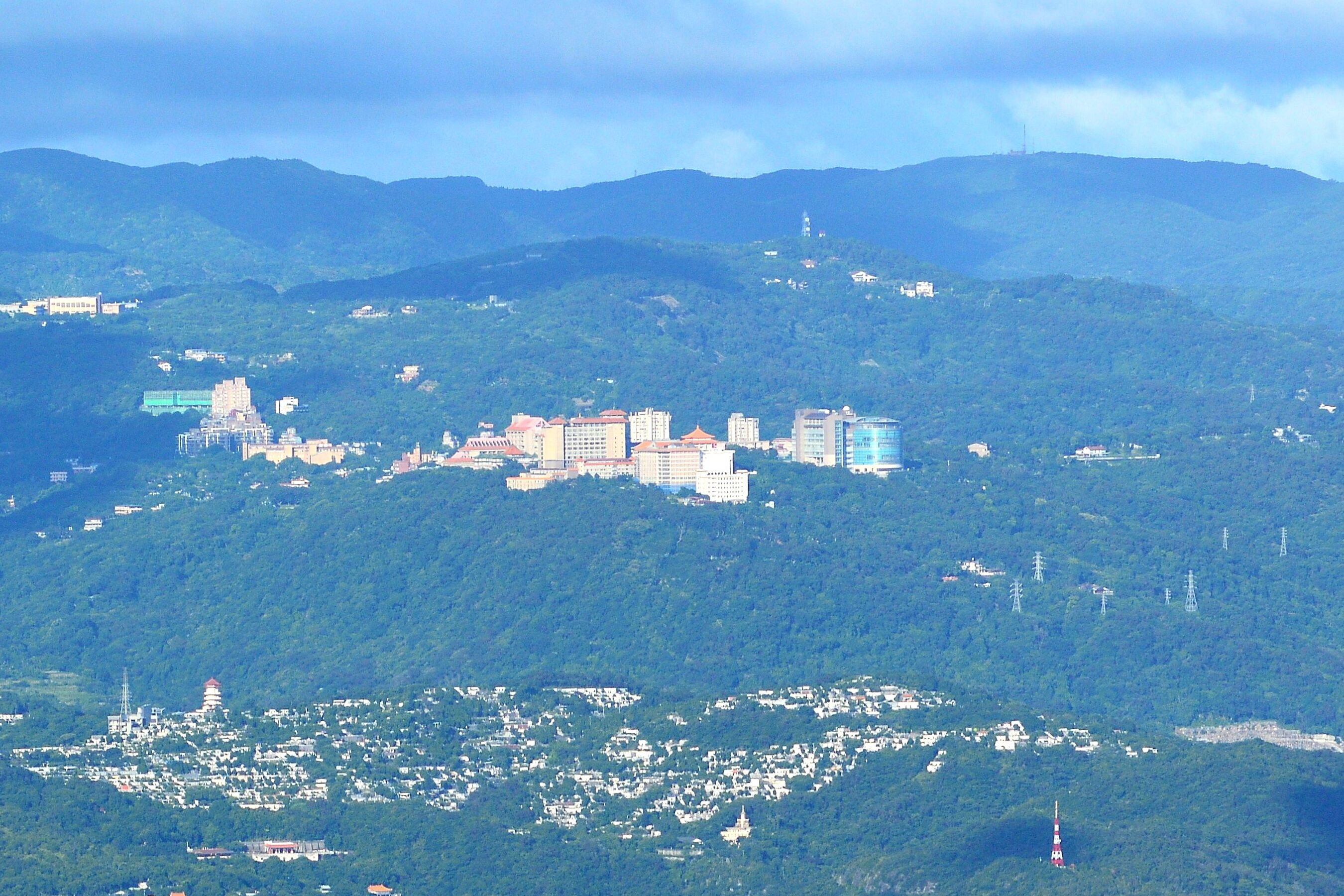
位於陽明山麓的中國文化大學

中國文化大學現有陽明山校本部、建國大夏館、博愛大新館、忠孝分部、華林實驗林場五大校區。
校園總土地面積達113公頃，校總區佔21公頃，另有新店華林實驗場92公頃、碧園實習農場約30公頃以及雙溪苗圃地0.06公頃，供農學院學生實習之用。

### 校本部

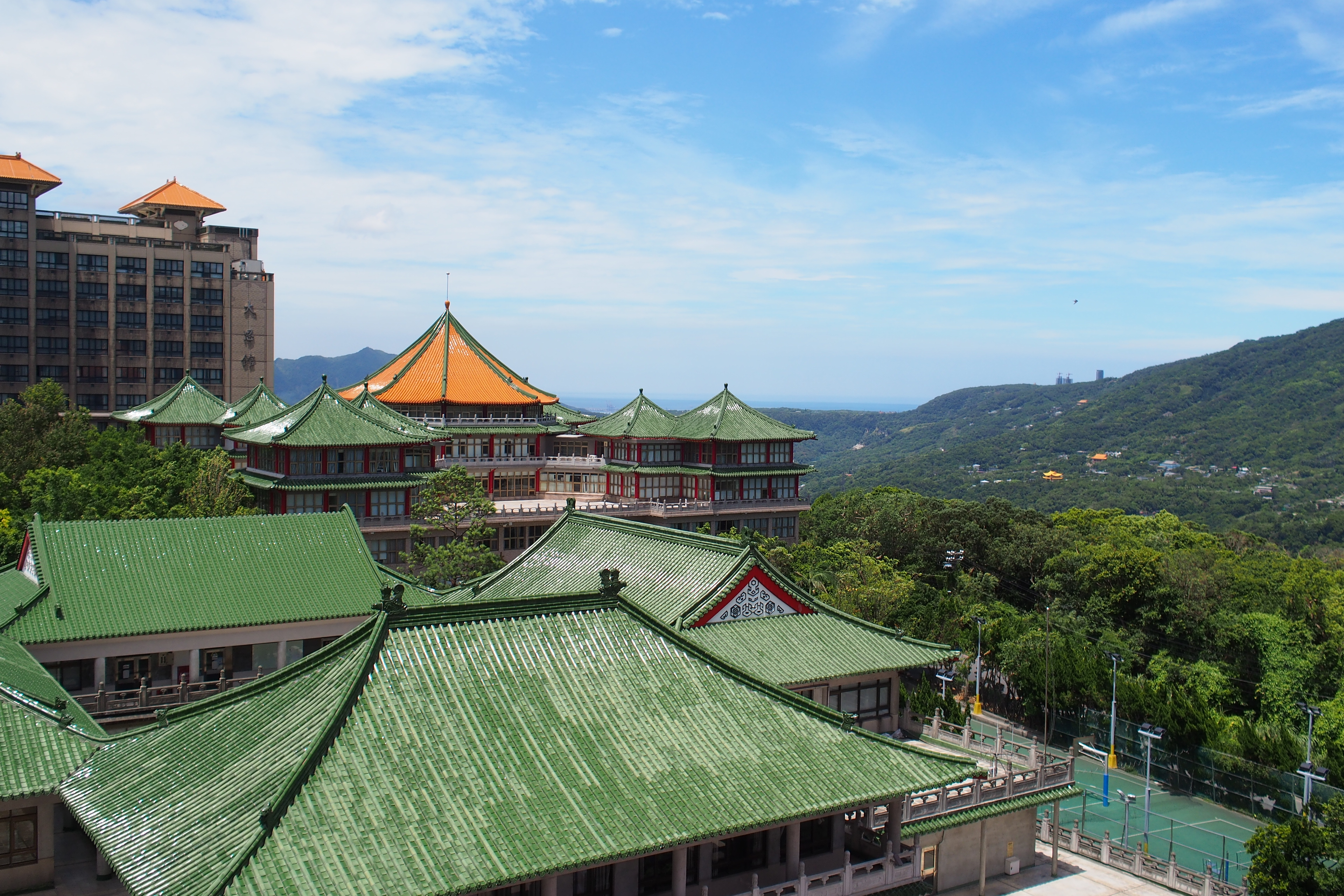
文化大學的中國宮殿式建築

中國文化大學校本部位於台北市士林區陽明山麓，毗連陽明山國家公園。校舍古色古香的傳統式瓦頂建築風格亦為其特色之一，為臺灣少數具有中國宮殿式建築的大學校園。張其昀曾提及盧毓駿教授在校園建設規畫時欲將華岡學園打造為中國建築的博物館，讓每一種風格的中國建築都能在此處展現，因此今日可見許多「器」字形建築坐落在校園各處。往日多有匾額懸於其上，但隨館樓改建與空間調整，已不多見。
中國文化大學大氣系於2018年3月17日獲頒金氏世界紀錄證書，因其上方彩虹經常高掛，最長紀錄達到九小時。这项纪录由该校大氣系師生提出的各項資料數據及照片，加上中央氣象局提供的氣象數據而证明。
- 大成館：創校時首先興建的館樓，有匾額「萬里樓」一面，由盧毓駿教授研究周代明堂之設計，建築四面之屋頂各以正立面的廡殿頂、兩側的歇山頂、與後立面之卷棚歇山頂呈現。現為新聞暨傳播學院及社會科學院所在，附有興中堂、齊園講堂、實習法庭。
- 大仁館：主要為八角攢尖頂建築，由盧毓駿教授設計，現為藝術學院、國際暨外語學院所在。內設學生藝廊，供美術系學生展出作品，五樓及六樓為音樂系的琴房以及供學生演出的三葉廳。別稱「稚暉樓」。原有匾額「稚暉樓」一面，因大仁館曾經發生靈異事件[9]，八角型建築匾額那面已不存，將正門改為校車等候處、校車卡販賣處，從此之後大仁館沒有正門。
- 大義館：由盧毓駿教授設計，格局方正，頂樓為天壇式造型，現為理學院、工學院及華岡印刷廠所在，一樓為全年開放之24小時K書中心（學生多暱稱為24K），以及中國信託銀行的存提款機，另館內七樓設有華岡測候站及氣象觀測坪提供氣象資料給學校作為停班停課參考及學生製播華岡氣象報導、山上即時天氣資訊之用。頂樓西面又名「觀海樓」。
- 大典館：由盧毓駿教授設計，亦為明堂式建築為基礎，但四個突出的角改為圓形的堡壘式建築，舊時用以突顯圖書館所在地「知識堡壘」之意涵。現為文學院、環境設計學院、語文中心、出版部、郵局所在。
- 春秋坊：銜接大義、大典兩館四樓的連通空橋。
- 大賢館：現為法學院院址，1樓至2樓為普通教室，3樓則為法學院辦公室、教授研究室。
- 大恩館：別名華僑塔，又名「開國紀念館」，原為塔形建築，改建後僅稱為大恩館。地下樓層有社團辦公室、1樓為階梯教室、2樓及10樓至12樓為行政單位所在、3樓至7樓為一般教室。而8樓、9樓則改為商學院辦公室。
- 大忠館：別稱「華岡藝術館」，由王以唐建築師設計，為重檐攢尖頂，附有華風堂劇場、數位學習中心，地下設有華岡美食廣場。
- 曉園：為文大創辦人張其昀先生之衣冠塚，也是臺北市著名觀賞夜景處。
- 大孝館：即體育館。本體為地下四層、地上十層的建築體，在教學行政大樓方面呈現L形，運動場方面呈現楕圓形。舊時別稱「華岡國術館」，改建後為教育學院、體育運動健康學院、建築系館。
- 大功館：為農學院所在，由該校建築暨都市設計系前任系主任徐秀夫教授設計。
- 大德館：兩層樓建築，皆為理工學院實驗室。
- 曉峰紀念館：為一紀念創辦人張其昀（字曉峰）的建築，主要由三棟大樓組成：華岡博物館、圖書館、資訊中心。內部尚有校史室、數位地球中心、歐豪年美術中心、池田大作研究中心。2012年11月，校方將2樓空間改建，曉峰24H正式落成啟用，提供學生不同的自修選擇與閱讀去處。
- 菲華樓：菲華樓原為教職員宿舍，取名「菲華」緣為紀念菲律賓華僑莊萬里先生於創校伊始首捐鉅資。改建後為國際交流中心、展示中心與會議室。
- 百花池：位於學校中心，又名「百花池廣場」，為學校活動舉辦之場地。
- 情人坡：為大孝館外的一處坡道，緊鄰下東勢產業道路，可俯瞰整個大臺北地區、淡水河、臺北101等，是觀賞夜景的著名景點之一。
- 荀子大道（仇人坡）：是一條由曉峰紀念館延伸至大義館之道路，時常風大，學生多暱稱仇人坡，為文大學生進出校園的重要幹道，因此也常見許多社團活動在此宣傳。

#### 華岡宿舍群
- 大雅館：女生宿舍，主要提供外籍生及陸生、大三大四學生入住
- 大慈館：女生宿舍。主要提供予大一剛入學之新生或台中以南的大二學生入住。
- 大莊館：男生宿舍，又稱「莊萬里紀念館」，此宿舍為套房設計，大部分附有浴室，少數為雅房設計。
- 大倫館：男生宿舍，由盧毓駿教授設計。主要提供予大一剛入學之新生入住，亦有著體育系校隊、海青班等學生居住。
- 大群館：2018年中與又昱公司解約，此前由又昱公司經營。

### 山下校區

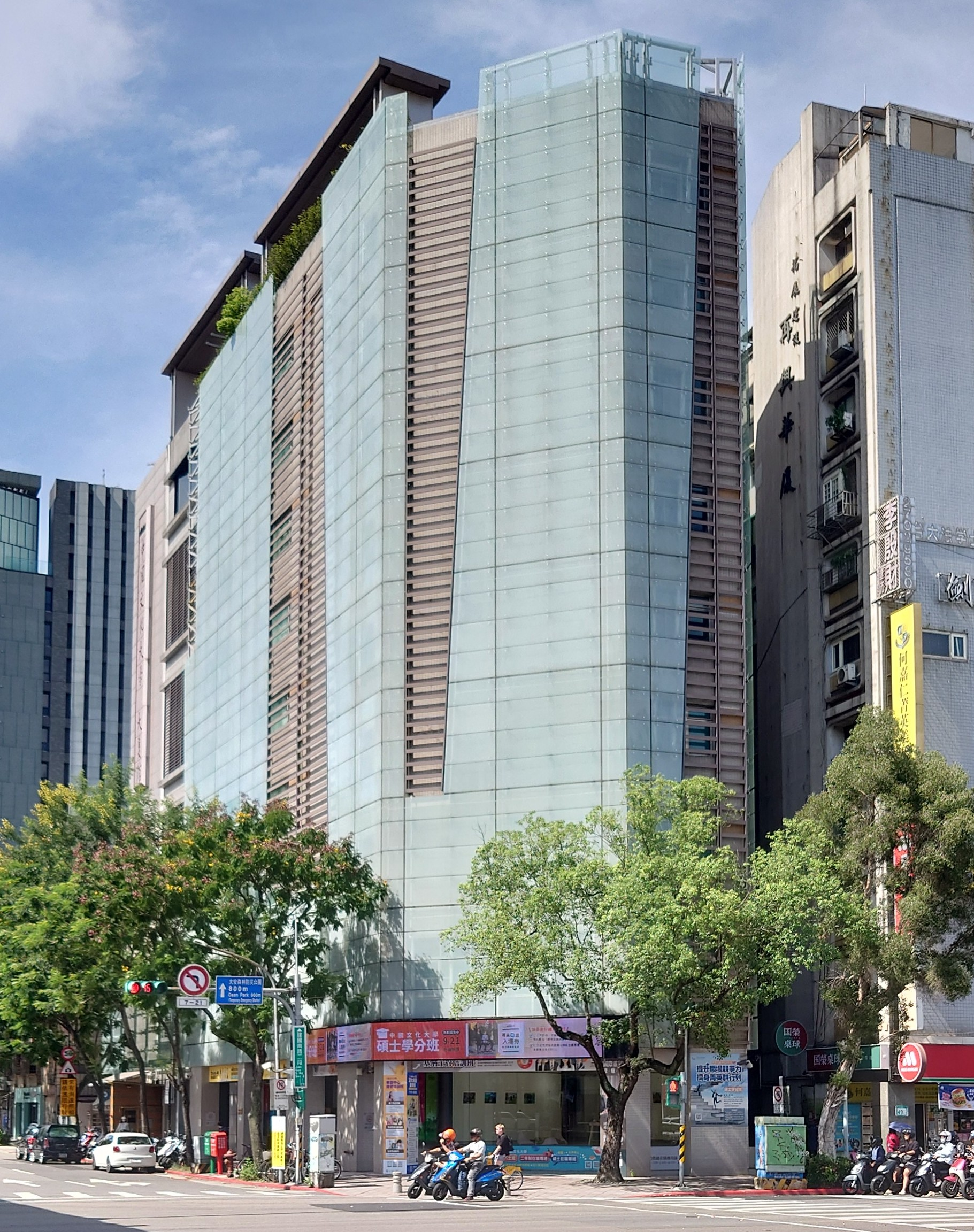
建國校區大夏館，為該校推廣教育部本部

- 大夏館：現為推廣教育部本部，教室使用率較校本部高出許多。位於臺北市大安區建國南路二段231號，建國高架道路下，鄰近國立臺灣大學、國立臺灣師範大學、國立臺北教育大學等大專院校，以及大安森林公園、臺北市立圖書館總館。張其昀創辦人以私人之力興學，決定創辦終身教育學習機構，以利社會人士學習。有鑑於城區部之校地不足，即開始尋覓新校地。1991年，增購建國南路之校地。1994年，新建大夏館工程开工，2001年落成。同年榮獲紐約建築師協會獲選為「2001年度建築設計獎」。2002，台北市新地標文大大夏館 唯一獲「都市變臉」金牌獎 繼獲美國建築師協會獎項後 營造都市景觀再次獲台北市政府肯定[10]。2002年，成立數位學習中心，全國第一家以數位學習方式經營之圖書館。
- 大新館：延平分部，原臺灣新生報舊大樓，位於臺北市博愛特區，又稱博愛校區。緊臨東吳大學城中校區、臺北市立大學博愛校區；比鄰最高法院、最高行政法院、臺北地方法院、臺灣臺北地方檢察署、法務部及臺灣高等法院等多個司法、法務機關。平日主要為文化大學法學院三、四年級及研究所課程使用。台北捷運小南門站及西門站即可步行到達。位於臺北市中正區延平南路127號。
- 忠孝館：忠孝分部，鄰近臺北車站、善導寺捷運站，現為推廣教育部忠孝分部，提供在職學生語言學習、成人進修專區。地址為臺北市中正區忠孝東路一段41號
- 華林實驗林場：位於新北市新店區翡翠水庫附近，原為臺灣農林文山茶場，目前為市郊的生態系經營示範區，林場部分在2002年規劃為「中國文化大學華林植物園」，參與農委會所推動的「森林生態系經營」整合型研究計畫。

## 教育機構
中國文化大學現有純藝術技術型高中華岡藝術學校、幼兒教育文大附幼、與多處推廣教育校園機構。
| 單位機構     | 地址                             | 備註               |
| ------------ | -------------------------------- | ------------------ |
| 建國大夏館   | 臺北市大安區建國南路二段231號    | 推廣教育部本部     |
| 博愛大新館   | 臺北市中正區延平南路127號        | 推廣教育部延平分部 |
| 忠孝館       | 臺北市中正區忠孝東路一段41號     | 推廣教育部忠孝分部 |
| 大安中心     | 臺北市大安區信義路四段1號3樓     | 推廣教育部大安分部 |
| 華岡藝校     | 臺北市士林區建業路73巷8號        | 華岡藝校           |
| 文大附幼     | 臺北市大安區瑞安街256巷20號      | 文大附幼           |
| 臺中教育中心 | 臺中市西屯區臺灣大道三段658號3樓 | 臺中分部           |
| 高雄教育中心 | 高雄市前金區中正四路215號3樓     | 高雄分部           |

### 校內媒體
- 華夏導報
- 華岡超媒體
- 文化一周中文報
- 攝影報
- 華岡廣播電台
- 華岡電視新聞台
- 華岡氣象臺

## 研究中心
文化大學校本部現有1處校級與15處院級研究中心，並設置於校園各大樓之內，推廣教育部也設有多種類研發中心，以利學術發展。
| 研究中心 | 東亞人文社會科學研究院（校級） | 海洋研究發展中心               |
| 研究中心 | 化學產學合作中心               | 韓國學研究中心                 |
| 研究中心 | 日本研究中心                   | 韓國學研究中心                 |
| 研究中心 | 和平研究中心                   | 台商研究中心                   |
| 研究中心 | 產業創新經濟研究中心           | 新聞暨傳播學院科普傳播研發中心 |
| 研究中心 | 視覺認知研究中心               | 環境設計學院智慧城市研究中心   |

| 推廣教育部 研究暨發展中心 | 海外學習中心       |                      |
| 推廣教育部 研究暨發展中心 | 企業諮詢暨訓練中心 | 政府專案發展中心     |
| 推廣教育部 研究暨發展中心 | 服務管理教育中心   | 數位媒體科技教育中心 |
| 推廣教育部 研究暨發展中心 | 華語中心           | 視覺藝術中心         |
| 推廣教育部 研究暨發展中心 | 創意產業中心       | 行銷菁英培訓中心     |

## 圖書資源與展演
圖書資源

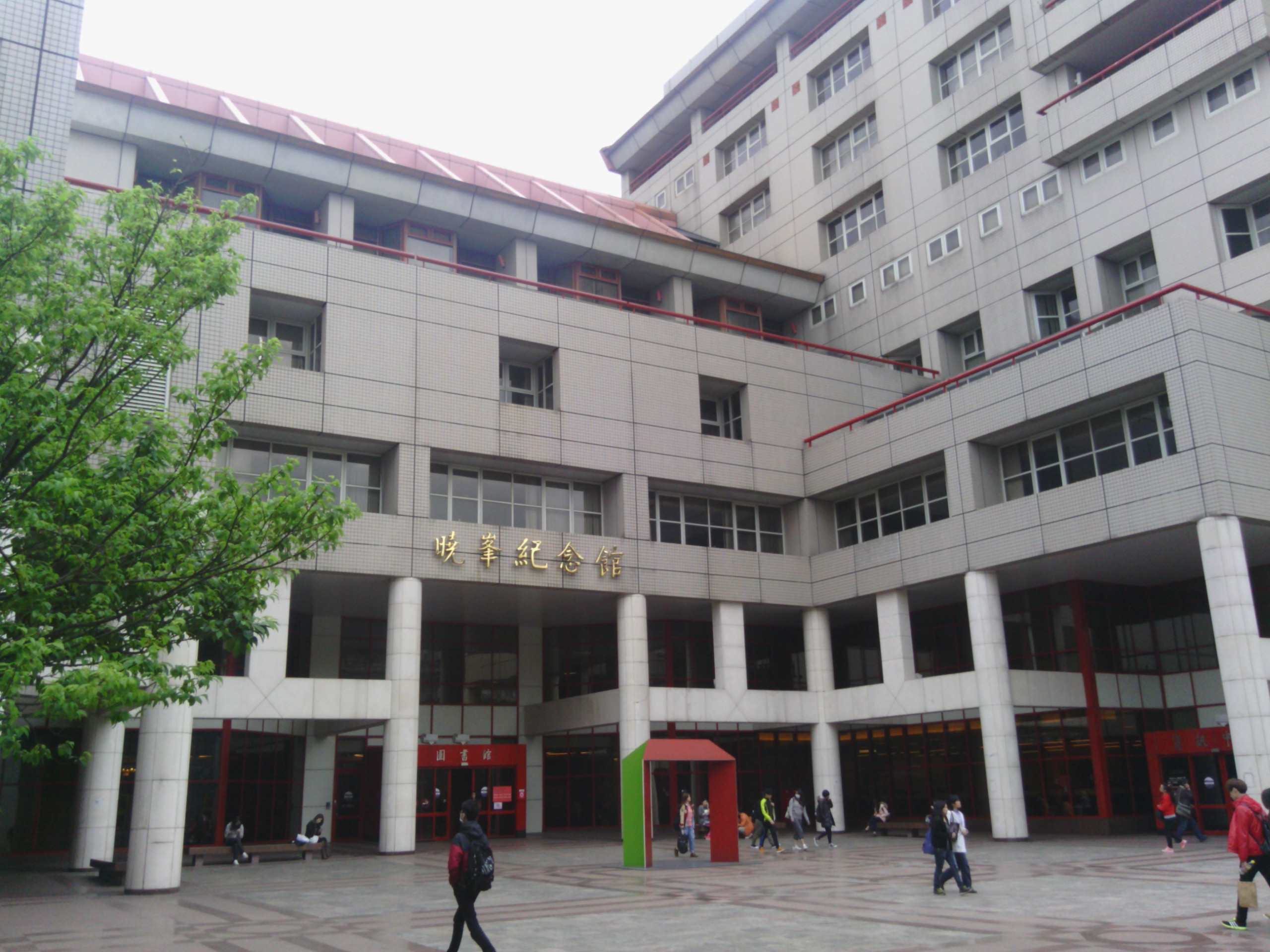
文化大學曉峰紀念館，包含華岡博物館、圖書館與資訊中心

中國文化大學圖書館的中西文實體藏書量達140萬冊，在全臺公私立大學圖書館中排名第五，為私立大學第一名。
總館
- 曉峰紀念館

學習中心
- 資源教室
- 曉峯24k
- 大夏館數位學習中心

展演場地
- 華岡博物館
- 曉峰紀念館音樂廳
- 大孝館柏英廳
- 大成館興中堂
- 大恩館國際會議廳

## 出版單位
華岡出版部
出版期刊
| 華岡出版部 期刊列表 | 華岡工學學報                         | 文大商管學報             |
| 華岡出版部 期刊列表 | 華岡農科學報                         | 華岡藝術學報             |
| 華岡出版部 期刊列表 | 中國文化大學中文學報                 | 史學彙刊                 |
| 華岡出版部 期刊列表 | 文化體育學刊                         | 資訊傳播學報             |
| 華岡出版部 期刊列表 | 俄國語文學報                         | 中日文化論叢             |
| 華岡出版部 期刊列表 | Hwa Kang Journal of English Language | Hwa Kang English Journal |

## 學術首創
首創學院
- 中國文化大學新聞暨傳播學院（1989年創立，與政大同年。）[12]
- 中國文化大學環境設計學院（1993年創立）
- 中國文化大學教育學院（2000年創立，私立大學首創）

首創單位
- 華岡博物館（1971年，全國第一個大學博物館單位。）

首創系所
| 系所                          | 年份   | 備註                                                       |
| 戲劇學系 法國語文學系         | 1962年 | 第一所創立戲劇、法文學門之大學                             |
| 美術學系 大眾傳播學系(夜間部) | 1963年 | 首創五年制大眾傳播學系，全國最早成立傳播科系之大專院校之一 |
| 舞蹈學系 地學研究所           | 1964年 | 首創五年制舞蹈科，全國最早成立舞蹈科系之大學               |
| 新聞學系                      | 1965年 | 私立大學首創                                               |
| 勞工關係學系                  | 1966年 | 全國首創，後增設人力資源管理組更名勞動暨人力資源學系       |
| 史學系博士班                  | 1967年 | 臺灣大學歷史學系博士班同一年創立，也是唯一私大歷史博士班   |
| 觀光事業學系                  | 1968年 | 觀光學系全國首創                                           |
| 中國音樂學系                  | 1969年 |                                                            |
| 氣象學系 畜牧學系             | 1970年 | 私立大學首創                                               |
| 森林學系 紡織工程學系         | 1972年 | 私立大學首創                                               |
| 青少年兒童福利系              | 1973年 | 全國首創                                                   |
| 印度文化研究所                | 1983年 | 全國首創，後於1988年停招                                   |
| 廣告學系                      | 1986年 | 全國首創                                                   |
| 生物科技研究所                | 1989年 | 全國首創，全國第一個生技研究所                             |
| 韓國語文學系 俄國語文學系     | 1994年 | 私立大學首創                                               |
| 國術學系                      | 1997年 | 全國首創，後改名技擊運動暨國術學系                         |
| 舞蹈學系研究所                | 1999年 | 全國第一個私大舞蹈研究所                                   |
| 中國戲劇學系                  | 1999年 | 全國首創                                                   |
| 科技藝術研究所                | 2017年 | 私立大學唯一設立                                           |

### 海外青年技術訓練班
| 海外青年技術訓練班 | 海青班烹飪科           | 海青班美容SPA科 |
| 海外青年技術訓練班 | 海青班景觀暨室內設計科 | 海青班幼保科    |
| 海外青年技術訓練班 | 海青班觀光暨餐旅管理科 |                 |

## 學術成就與大學排名
- 世界大學網路排名：依據西班牙世界大學網路排名迄2014年的「網路學術影響力」排名，文大位列全臺私立大學第5, 全臺第20,世界第723 [13]。
- 全球大學網排名：文大在2015年大學網站排名，全台私立第五，世界第773名[14]
- 中國校友會網：《2015年港澳台最佳大學排行榜》，中國文化大學榮膺2015三星級大學美譽，評鑑為專業型知名大學[15]。
- URAP世界大學排名[16]

土耳其中東科技大學（Middle East Technical University）學術機構於2010年發布以學術表現為主的大學排名（University Ranking by Academic Performance）。URAP世界大學排名涵蓋了全球約10%的高等教育機構，為綜合性的大學排名系统之一。
| 年度 | 世界排名 |
| ---- | -------- |
| 2013 | 1487     |
| 2014 | 1552     |
| 2015 | 1561     |
| 2016 | 1591     |

- 世界WOS自然科學研究領域全臺前20%之學門

高等教育評鑑公佈國內大學進入WOS學門之大學名單，該報告以WOS期刊統計排名，統計20個自然科學類學門，文大總計有2學門列入私大前5名。

| 學門     | 全臺排名 | 私大排名 | 總篇數 | 總引用數 |
| -------- | -------- | -------- | ------ | -------- |
| 地球科學 | 10       | 02       | --     | 69       |
| 材料科學 | 17       | 05       | --     | 204      |

- 世界機構典藏系統（Rankings Web of World Repositories）排名：

| 世界IR | 亞洲IR | 臺灣排名 |
| ------ | ------ | -------- |
| 384    | 40     | 5        |

### 國家級認證評比
- 連續6年榮獲教育部教學卓越計畫大學。[18]
  - 2011年：共3,083萬補助款
  - 2012年：共3,038萬補助款
  - 2013年：共3,000萬補助款
  - 2014年：四度獲得教育部獎勵大學『教學卓越計畫』，共獲1億2千萬餘元經費獎助。
  - 2015年：五度獲得教育部獎勵大學『教學卓越計畫』，3,000萬餘元經費獎助。
- 2008年：(97學年度)化工與材料工程系、紡工系、機工系獲得中華工程教育學會，工程教育認證。
- 2010年：(99學年度)電機系、資工系、獲得中華工程教育學會，工程教育認證。
- 2011年：時尚學程、兒福所、休閒管理學程榮獲教育部「100年度大學校院辦理跨領域學位及學分學程補助計畫」
- 2014年：(102學年度)數位機電碩士、化工與材料工程碩士，獲得中華工程教育學會，工程教育認證。
- 2014年：商學院榮獲華文商管學院認證(ACCSB)，僅次政治大學、是北北基地區私立第一所獲得此殊榮之大專院校[19]。
- 2015年：榮獲「國家永續發展獎」之殊榮，是台灣唯一入選大學。
- 2015年：榮獲「友善校園卓越獎」,為台灣唯一獲獎之大學。
- 2018年：商學院13院所(含企管數位碩專班eMBa)通過ACCSB再認證，於7月17日舉行授證儀式。

### 學術成就
- 1981年：中國文化大學主持編撰的《中華百科全書》，是中華民國的第一部中文百科全書。全書共分10冊，38種類別，條目約15,000餘條。
- 2013年：獲得教育部年度『102年度獎勵私立大學校院校務發展計畫』，榮獲1億3百三十二萬元獎勵。
- 2014年：103年度科技部大專生研究計畫，榮獲核定達64件，居全國私立大學排名第二。[20]
- 2014年：103年度獎勵私立大學校院校務發展計畫，榮獲教育部9800萬獎勵
- 2014年：103年全國大專校院運動會獎牌金牌數，居全國第六，私校排名第一。
- 2015年：104年度科技部大專學生研究計畫核定件數達63件 ，全國大學排名13名。

### 社會、企業評價
- 2013年，遠見雜誌發表全台大學聲望調查，在學術同儕互評方面，中國文化大學在觀光∕休閒∕運動領域排名為全國第6、私校第1。
  - 未來事件交易所大學評鑑，台灣最好的傳播學門評鑑方面，中國文化大學以(55.3元)成為全台最好傳播學門第三名。
- 2014年，Cheers雜誌發表「2000大企業最愛大學生調查」，中國文化大學全國綜合排名21名，私校連續兩年第8位。
  - 遠見雜誌發表「企業最愛研究所調查」，中國文化大學在法律/政治領域等，與台大、政大、臺北大學、等六所大學共列「金牌學校」之殊榮。
- 2015年，Cheers雜誌發表「2000大企業最愛大學生調查」，中國文化大學全國綜合排名23名，北北基地區私校第5名。
- 2016年，遠見雜誌發表「2016 國內大學排名之五項指標排名表列」，國際化[21]指標，全國綜合排名16名，私立第7名
  - Cheers雜誌發表「2000大企業最愛大學生調查」，中國文化大學全國綜合排名33名。
- 2018年，Cheers雜誌發表「2000大企業最愛大學生調查」，中國文化大學全國綜合排名23名。
  - 遠見雜誌發表「台灣最佳大學排行榜」，文法商前20強，中國文化大學全國綜合排名第8名，私立第4名。國際化程度前20強，中國文化大學全國綜合排名第16名，私立第8名。私立一般大學，中國文化大學排名第12名。
- 2019年，104人力銀行統計「企業主動邀約面試熱門度」，國立成功大學與中國文化大學排名並列第3名。人力資源類職缺偏好中國文化大學以及淡江大學。

### 體壇獲獎紀錄

#### 2007年
- 世界跆拳道錦標賽，中華代表隊四面獎牌，中國文化大學獨獲三面金銀銅。

#### 2012年
- 101學年度大專院校保齡球錦標賽，中國文化大學榮獲5金、6銀、6銅佳績。
- 101學年度大專棒球運動聯賽(UBL)，中國文化大學榮獲亞軍。
- 101學年度大專籃球聯賽(UBA) 中國文化大學榮獲男子組及女子組亞軍。

#### 2013年
- 102年全國大專校院運動會獎牌數面，中國文化大學私校排名第一。
- 第六屆天津東亞運動會，中國文化大學榮獲2金、3銅。
- 保加利亞聽障奧運，本校四位聽障生代表國家參加競賽，榮獲4銀、2銅。
- 國際田徑錦標賽體育系榮獲撐竿跳高女子組銀牌。
- 第27屆世界大學運動會，中國文化大學榮獲網球男子雙打金牌、混合雙打銅牌，及桌球女子雙打金牌。
- 體育學系學生參加2013亞洲台北國際柔道公開賽，榮獲第1名。
- 運動教練研究所學生參加2013亞洲台北國際柔道公開賽，榮獲第2、3名。
- 運動教練研究所學生參加2013世界田徑錦標賽，榮獲視障女子標槍B3組銅牌。

#### 2014年
- 2014香港國際柔道錦標賽，中國文化大學榮獲第2,3名。
- 103學年度大專運動會排球聯賽，榮獲公開二男子組殿軍。
- 103學年度大專運動會國術錦標賽，榮獲3金10銀8銅。
- 103學年度大專五人制足球錦標賽公開男子組第七名。
- 03學年度大專運動會籃球聯賽甲一級男子組第八名。

#### 2015年
- 2015布達佩斯柔道大獎賽，中國文化大學運動教練研究所，摘下臺灣柔道史上第一面大獎賽金牌。[22]
- 103學年度大專籃球聯賽(UBA) 中國文化大學榮獲女子組冠軍。[23]
- 103學年度大專運動會跆拳道隊－品勢組，榮獲一般女子組團體賽第二名、一般混合組混雙賽第三名。
- 103學年度大專運動會跆拳道隊－對打男子組，榮獲1銀、3銅。
- 103學年度大專運動會跆拳道隊－對打女子組，榮獲2銀、4銅。
- 103學年度大專運動會柔道隊－男子組，榮獲3金、1銀、2銅。

## 華岡學園
中國文化大學、華岡學會、中華學術院與華岡興業基金會四大機構總稱為華岡學園。
- 華岡學會：1964年設立，1990年改名為「中國文化大學校友會總會」，為一個聯誼性、學術性、服務性、永久性的華岡人社團，負責畢業校友的服務與聯繫工作。
- 中華學術院：成立於1966年10月29日，為學術界人士自動組織之研究機構，謀復興中華文化，從事發揚華學、人文與科技並重。
- 華岡興業基金會：張其昀於1972年3月21日創設，旨以學術推動實業，復以興業獎助興學，以期創造財富，繁榮華岡，鞏固校基。

## 社團

### 全校性社團／系學會
| 全校性 | 畢業生服務委員會 | 學生會 |
| 全校性 | 研究生幹事會     |        |

| 學生自治團體 | 學生宿舍自治委員會 |  |

### 社團
| 生命關懷類 | 大學原理研究社              | 中智佛學社     |
| 生命關懷類 | 文大慈濟青年社              | 天主教弘道社   |
| 生命關懷類 | 生命潛能社                  | 西洋占星研究社 |
| 生命關懷類 | 易學研究社                  | 法輪佛法研究社 |
| 生命關懷類 | 基督徒真善美社              | 崇德青年社     |
| 生命關懷類 | 聖經真理研究社              | 慧智社         |
| 生命關懷類 | 性别研究社（G*ours×拉友會） | 福智青年社     |

| 學藝類 | 影像創作社           | 中醫藥研究社           |
| 學藝類 | AIESEC經濟商管研究社 | 華岡電腦研習社         |
| 學藝類 | 廣告設計社           | 軍事研習社             |
| 學藝類 | 消費權益社           | 大地領隊群             |
| 學藝類 | 華岡攝影社           | 吧檯工作社             |
| 學藝類 | 國際法學社           | 彩妝研習社             |
| 學藝類 | 卡通漫畫社           | 中國文化大學華岡演辯社 |
| 學藝類 | 象棋社               | 圍棋社                 |
| 學藝類 | 華岡天文社           | 科技創意社             |
| 學藝類 | 文創編輯社           | 電子競技研究社         |

| 康樂類 | 華岡康輔           | 華岡嚕啦啦   |
| 康樂類 | 海天青             | 熱舞社       |
| 康樂類 | 華岡土風舞社       | 國際標準舞社 |
| 康樂類 | 華岡國樂社         | 華岡口琴社   |
| 康樂類 | 詞曲創作社         | 華岡吉他社   |
| 康樂類 | 中國文化大學管樂社 | 華岡合唱團   |
| 康樂類 | 草山劇廠           | 華岡布袋戲社 |
| 康樂類 | 魔術社             |              |

| 體能類 | 華岡登山社   | 身心合一社         |
| 體能類 | 體操社       | 華岡桌球社         |
| 體能類 | 華岡網球社   | 中國文化大學棒壘社 |
| 體能類 | 羽球社       | 華岡劍道社         |
| 體能類 | 華岡合氣道社 | 華岡空手道社       |
| 體能類 | 跆拳道社     | 華岡國術社         |
| 體能類 | 自由搏擊社   | 台灣武藝研究社     |
| 體能類 | 西洋劍社     | 柔術社             |
| 體能類 | 飛盤社       |                    |

| 服務類 | 華岡同濟社           | 華岡社會服務隊   |
| 服務類 | 華岡童軍團羅浮群     | 嘉友會           |
| 服務類 | 台中縣市學友會       | 蘭陽學友會       |
| 服務類 | 南投縣學友會         | 台南縣市學友會   |
| 服務類 | 高雄學友會           | 竹苗學友會       |
| 服務類 | 雲林縣學友會         | 花東縣市學友會   |
| 服務類 | 金門縣學友會         | 彰化縣市學友會   |
| 服務類 | 屏友會               | 原住民文化薪傳社 |
| 服務類 | 僑生聯誼會           | 文化手語社       |
| 服務類 | 文化大學轉學生聯誼社 | 陸生聯誼會       |
| 服務類 | 桃園學友會           |                  |

## 校隊

### 男籃
從UBA於81學年度創辦以來，隊史奪得3座冠軍，曾在1991年至1993年締造三連霸，至106學年度為止在89、100、101學年度皆拿到亞軍，98學年度則是拿到季軍，107學年度，公開男一級重返8強，文化男籃則是拿到第七名。

### 女籃
因為國泰人壽的贊助，而成為國泰人壽女子籃球隊的幼隊體系，從UBA於81學年度創辦以來，隊史奪得19座冠軍，至106學年度為止歷屆皆進4強，參賽25屆，只有6次未奪冠。107學年度，公開女一級6晉4決賽，文化大學以73比81敗給世新大學，無緣挑戰5連霸，同時也是隊史27年來，首度沒有晉級4強。

### 一般組足球隊
106年度和107年度大專盃11人制足球 一般組決賽 亞軍
107年度大專盃5人制足球全國賽決賽 亞軍
108年度大專盃5人制足球全國賽決賽 冠軍

## 校友

### 文大校友總會
舊稱華岡學園，本會以聯繫中國文化大學校友感情，砥礪校友學術研究，促進校友事業合作，協助母校發展，發揚質樸堅毅精神，增進社會公益為宗旨。最新消息可參見中國文化大學校友總會 華岡校友網

## 國際學術交流
中國文化大學與419大學締結為姊妹校。

## 歷年新生註冊率
- 112學年度日間部學生人數17,987，專任老師人數621，日間部師生比28.96（學生數/老師數）。

- 111學年度新生註冊率58.59%。
- 112學年度新生註冊率66.12%。
- 113學年度新生註冊率

78.73%。

## 外部連結
- 中國文化大學（页面存档备份，存于）（繁體中文）（简体中文）（英文）（日語）（俄文）（法文）（德文）
- 中國文化大學校友總會（页面存档备份，存于）
- 中國文化大學推廣教育部
- 華岡博物館
- 中華百科全書（典藏版）
- 中國文化大學校區平面圖
- 中國文化大學的Facebook專頁
- 中國文化大學的Instagram帳戶
- YouTube上的中國文化大學頻道